# August Krogh
Pour les articles homonymes, voir Krogh.
August Krogh (né le 15 novembre 1874 à Grenå et mort le 13 septembre 1949 à Copenhague), de son état-civil complet Schack August Steenberg Krogh, est un physiologiste danois, professeur de zoo-physiologie à l'université de Copenhague de 1916 à 1945. Il fit de nombreuses découvertes fondamentales en physiologie et définit notamment la constante de Krogh.

## Biographie
par sa lignée maternelle, il revendiquait une origine rom
En 1920, August Krogh a reçu le prix Nobel de médecine « pour sa découverte du mécanisme de régulation moteur des capillaires ». Krogh fut le premier à décrire l'adaptation du flux sanguin à la demande des muscles et autres organes par ouverture et fermeture des artérioles et des capillaires.
Krogh est un pionnier des études comparatives sur les animaux. Il a soutenu en 1915 sa thèse sur la respiration à travers la peau et les poumons des grenouilles, intitulée échanges respiratoires des animaux. Plus tard, Krogh entreprit des recherches sur l'homéostasie de l'eau et des électrolytes dans les animaux aquatiques et publia les livres : Régulation Osmotique (1939) et Physiologie comparée des mécanismes respiratoires (1941). Il écrivit en outre plus de deux cents articles dans des revues scientifiques. Il construisit aussi des instruments scientifiques dont plusieurs eurent une grande importance pratique, notamment le spiromètre et l'appareil de mesure du  métabolisme.
Krogh introduisit l'insuline au Danemark peu après sa découverte en 1922 par Banting et Best à Toronto. Avec Hagedorn, Krogh travailla à permettre la production d'insuline au Danemark par extraction, par usage d'éthanol, de cette hormone du pancréas de porcs.
Une grande partie de son travail fut effectuée en collaboration avec son épouse Marie Krogh (1874-1943), elle aussi une scientifique réputée.
En 1910, August Krogh fonda le premier laboratoire de (zoo-physiologie) à l'Université de Copenhague. Ce laboratoire était situé dans une petite maison au centre de Copenhague (11 Ny Vestergade) et fut largement agrandi en 1928 en déménageant pour un nouveau bâtiment (28-32 Juliane Maries Vej), financé par la  fondation Rockefeller. Cet immeuble accueillait aussi les instituts de physiologie médicale et de biophysique, et l'institut de gymnastique. Aujourd'hui, la physiologie animale, la physiologie de l'exercice, et certaines des sous-disciplines bio-chimiques de la Faculté des sciences se trouvent dans l'Institut August Krogh Institute, inauguré en 1970.

## Hommages
- Krogh Island en Antarctique, une des îles Biscoe, a été nommée en son honneur.